# John Thurso
John Archibald Sinclair, plus couramment appelé John Thurso, né le 10 septembre 1953, 3e vicomte Thurso, est un homme politique britannique,, et baronnet.
Lord Thurso est ancien député de la circonscription de Caithness, Sutherland et Easter Ross. Il est aussi un chevalier du Tastevin.